# Kotdwāra
Kotdwāra är en ort i Indien.   Den ligger i distriktet Pauri Garhwal och delstaten Uttarakhand, i den norra delen av landet, 180 km nordost om huvudstaden New Delhi. Kotdwāra ligger 383 meter över havet och antalet invånare är 27 009.